# Marburgvirus
|  | Per a altres significats, vegeu «Virus de Marburg». |

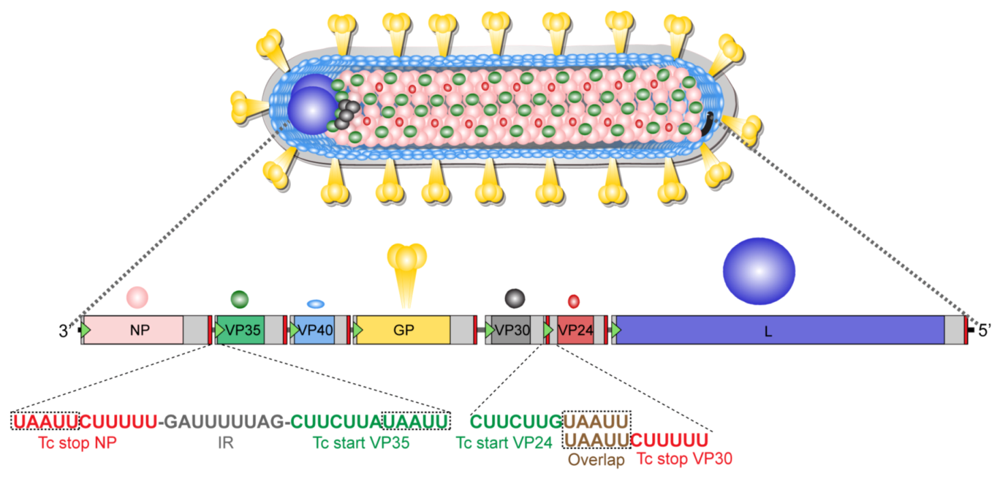
Organització de l'estructura i genoma del virus de Magburg

Marburgvirus és un gènere de virus segons el International Committee on Taxonomy of Viruses que causen malalties en humans i en primats no humans amb una forma de febre hemorràgica viral, alhora amb una espècie, el Marburg marburgvirus, que conté el Marburg virus (MARVV) i el menys freqüent Ravn Virus (RAVV). El nom prové de la ciutat de Marburg a Hesse (Alemanya) on el virus va ser descobert i el súfix -virus.

## Criteris d'inclusió dins el gènere
Un virus de la família Filoviridae és un membre del gènere Marburgvirus si
- el seu genoma té un solapament de gen
- el seu quart gen (GP) codifica només una proteïna (GP1,2) i l'edició cotranscripcional no és necessària per la seva expressió
- inefectivitat pic dels seus virions associada amb partícules ≈665 nm de llargada
- el seu genoma difereix del de Marburg virus per <50% a nivell nucleòtid
- els seus virions gairebé no mostra creuament antigènic amb ebolavirions

## Història
El Marburgvirus fou descrit per primera vegada el 1967. Se'n van tenir notícia durant brots petits a les ciutats alemanyes de Marburg, Francfort i a la capital de l'antiga Iugoslàvia, Belgrad durant els anys 1960. Els treballadors alemanys havien estat exposats a teixits infectats de cercopitecs verds (Chlorocebus aethiops) en la principal planta industrial de la ciutat, el Behringwerke, que en aquell temps era part de l'empresa Hoechst, i actualment és part de CSL Behring. En aquests brots, 31 persones van contraure la malaltia i set d'elles hi van morir.

## Ús com a arma biològica
El virus de Marburg formà part d'alguns agents patògens militaritzats amb èxit pel programa biològic soviètic Biopreparat. El virus fou modificat genèticament per crear-ne una nova soca més mortal anomenada «variant U», soca que fou armada i aprovada pel Ministeri de Defensa de la Unió Soviètica el 1990.